# NoxPlayer
NoxPlayer (прежнее название — Nox App Player) — бесплатная программа-эмулятор, для запуска Android-приложений на компьютере под управлением ОС Windows и macOS. Имеется поддержка всех приложений из Google Play. Имеется полноценная поддержка файловой системы, которая может взаимодействовать с файловой системой компьютера для удобного обмена файлами. Имеется возможность получения рут-прав (рутинг). Отличительными особенностями являются создание и запуск нескольких копий одновременно, настраиваемое местоположение и поддержка джойстиков.

## Распространение
Программа распространяется как рекламное программное обеспечение, показывая в своём окне рекламу приложений для Android (обычно рекламу игр):
«Наша идея заключается в том, чтобы создать открытую платформу, объединить цифровую и традиционную рекламу, помочь размещать приложения Android.»
Программа не имеет платной версии и не занимается сбором пожертвований на своё развитие.

## Возможности
- Запуск Android-приложений на PC без использования смартфона.
- Синхронизация приложений телефона с PС.
- Наличие предустановленных приложений.
- Поддержка игр и многое другое.
- Общие папки между эмулятором и компьютером.
- Возможность получить Root-доступ в один клик.
- Многоязычный интерфейс, в том числе на русском языке.

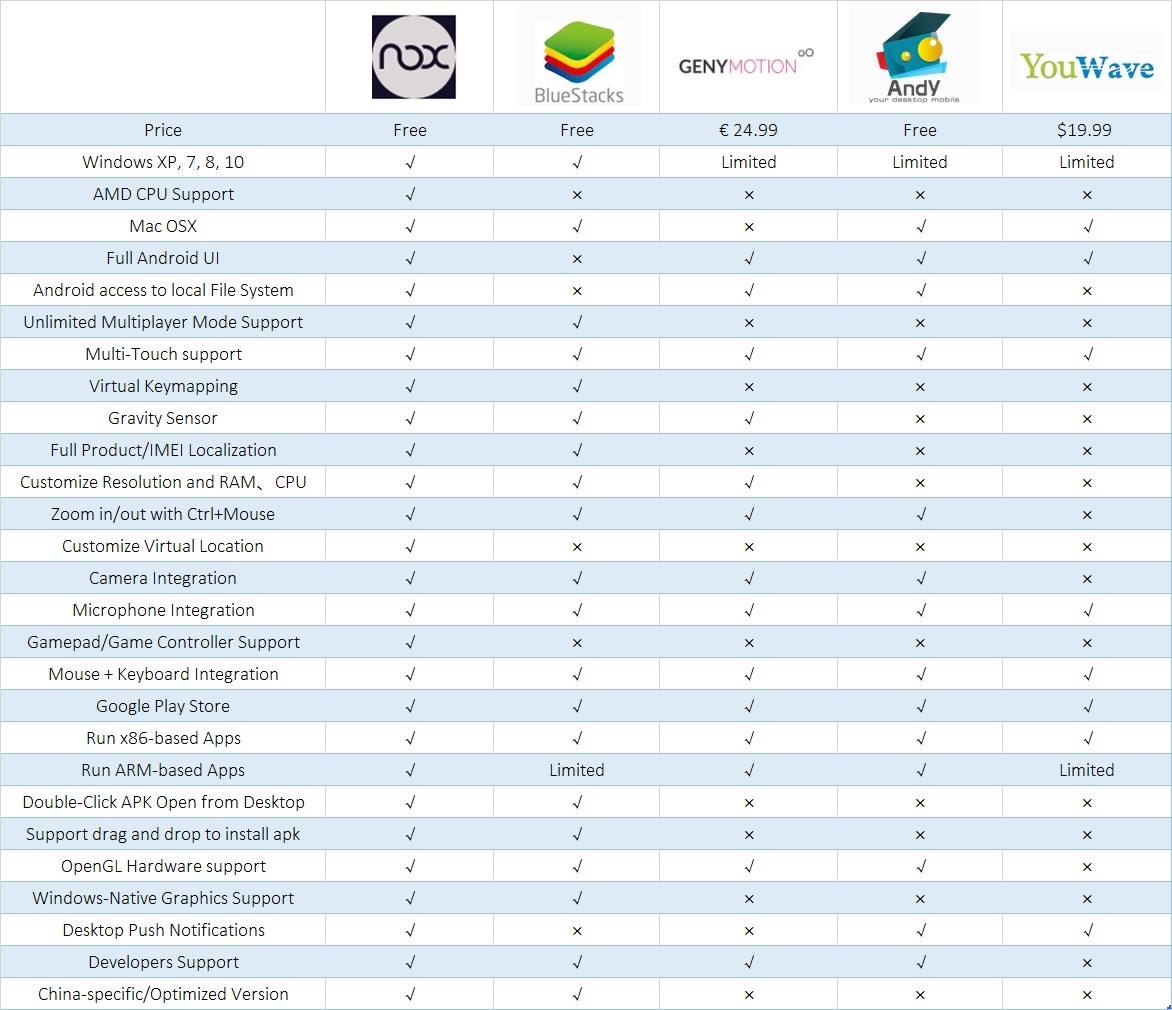
Сравнение возможностей с другими эмуляторами

- Лёгкая установка программы и приложений.
- Встроенный каталог приложений.
- Предустановленный Google Play Market.
- Возможность создания и запуска нескольких копий эмулятора одновременно.
- Возможность подключения джойстиков и их настройка.
- Настраиваемое местоположение.
- 3 режима графического движка (OpenGL, OpenGL+ и DirectX).
- Два вида ориентации (планшет и телефон) и возможность самому настроить.
- Полноценная поддержка клавиатуры и мышки в играх.
- Различные темы оформления.
- Выбор между версиями Android (4.4, 5.1 и 7.1.2).
- Назначение на клавиши кнопки управления игры.
- Резервное копирование и восстановление данных.
- Режим моста в сети.
- Настройка распределения ресурсов ЦПУ и ОЗУ.
- Эмуляция управления двумя пальцами и встряхивания.
- Масштабирование интерфейса приложения.
- Захват видео и фото с экрана эмулятора.
- Поддержка макросов с возможностью их редактирования.
- Возможность выбора эмулируемого устройства из готового списка или ввода вручную.
- В отличие от некоторых других эмуляторов Android, NoxPlayer способен работать на компьютерах, не поддерживающих аппаратную виртуализацию (хотя для повышения производительности рекомендуется использовать аппаратную виртуализацию).

## История
- 6 июня 2015 год — дата первого релиза в Китае.
- 29 апреля 2016 год — дата первого мирового релиза.
- 16 августа 2016 год — добавлен русский язык.
- 1 октября 2017 год — добавлена версия Android 5.1.
- 21 июля 2018 год — добавлена версия Android 7.1.2.
- 1 сентября 2018 год — эмулятор переименован в NoxPlayer из Nox App Player